# Полуян-Внукова Надія Володимирівна

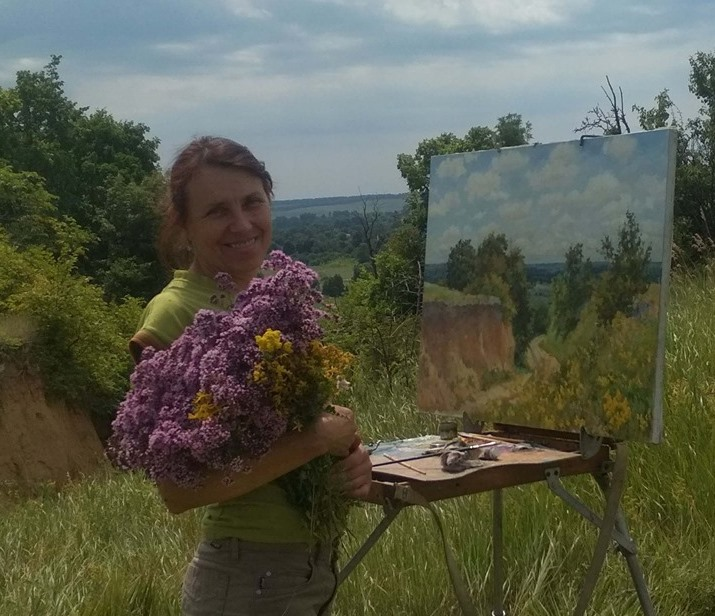
Художниця Надія Полуян-Внукова

Полуян-Внукова (Полуян) Надія Володимирівна (3 січня 1968, Ромни Сумської області) — художник-живописець, член Національної спілки художників України.

## Життєпис
Надія Полуян-Внукова народилась 3 січня 1968 року у місті Ромни Сумської області. Дитинство Надії пройшло на околиці  міста, де народилася. Прочитавши статтю про Левітана «Левітан прославив плесо», дівчина подумала: «А я прославлю своє рідне Оболоння». У 1983 р. Надія  Полуян закінчила Роменську середню школу №7. Певний час  Надія навчалась живопису  у Ліни Семенівни Бреус, якій на той час було вже 80 років. Учителька розповідала історії з життя художників, читала свій щоденник, який вела з дитинства. Потім дівчина відвідувала майстерню художника Валерія Купріяновича Зосенка. У 1983-1987 рр. навчалась в Роменському СПТУ — 14 на маляра альфрейника. Закінчила курси при Львівському інституті  прикладного та декоративного мистецтва. Пізніше працювала на Роменській гардино —  тюлевій фабриці над створенням нових зразків виробів. У 1989 році закінчила курси підвищення кваліфікації дизайнерів у Київському технологічному інституті легкої промисловості. Надія вирішила весь час присвячувати живопису.

## Творчість
У семирічному віці Надія вирішила стати великою художницею. Перші картини малювали разом з мамою та  давали назви: «Моя Україна», «Вільна Україна». Там було зображене українське село, де було вміщене все. Вулиці з хатами і церквою, чумаки з підводами, парубок у човні пливе річкою, двір, де мати порається, батько рубає дрова біля хліва, дівчина у квітнику.  
Своїм головним вчителем Надія Володимирівна вважає матір Катерину Андріївну. Дякуючи їй так любить рідні куточки. Назви картин не випадкові: «Найкраща в світі рідна хата», «Стежками дитинства», «Так пахне літо чебрецями, як приїжджаєш до села», «Квіти з дитинства». Вона дуже ретельно підбирає назви до своїх робіт. Немов власним дітям дає імена. І обов'язково позначки: «Вощилиха», «Оболоння». Полуян-Внукова має свій авторський неповторний стиль. Художниця працює в різних жанрах живопису — пейзаж, натюрморт, тематична картина, портрет. На картинах бачиш краплини роси на ягодах калини, відчуваєш аромат осіннього букету. Її роботам властива ретельна проробка. Кожну деталь художниця немов виліплює ніжними доторками пензля. Вона любить писати скромні лісові або польові квіти в керамічних глечиках.

## Художні виставки
Надія Поуян-Внукова — член НСХУ з 2004 року. Персональні виставки: Київ (1994, 2002, 2003рр.) Суми (1997р.) Ромни (2002р.) Конотоп (2009р.)
Перша персональна художня виставка відбулась у Києві у 1994 році.
- 1997 рік — Персональна виставка творів художниці в місті Суми
- 2002 рік — Персональна виставка творів художниці в місті Ромни
- 2002 рік — Персональна виставка творів художниці в місті Київ
- 2003 рік — Персональна виставка творів художниці в місті Київ
- 2009 рік — Персональна виставка творів художниці в місті Конотоп

Художниця — постійний учасник всеукраїнських виставок. Її полотна зберігаються у Київському Національному музеї Т. Г. Шевченка, Українському домі, дирекції виставок Міністерства культури України, Сумському художньому музеї ім. Н.Онацького, меморіальному музеї І. П. Кавалерідзе, Лебединському художньому музеї, Роменському краєзнавчому музеї, у приватних колекціях України та багатьох країнах світу.

## Досягнення. Нагороди
- 2004 рік — член Національної спілки художників України